# Alexander Siddig
Siddig el-Fadil (Omdurman, Sudan, 21 de novembre de 1965) és un actor i director, conegut professionalment com a Alexander Siddig. Siddig és conegut pels seus papers com a Dr. Julian Bashir a la sèrie de televisió Star Trek: Deep Space Nine, l'antic terrorista Hamri Al-Assad a la sisena temporada de la sèrie 24, Doran Martell a Game of Thrones,  Ra's al Ghul a Gotham, i Philip Burton a Primeval.  També va participar a les pel·lícules Syriana (2005), Hannibal - Rome's Worst Nightmare (2006), Un homme perdu (2007), Cairo Time (2009), i Inescapable (2012).

## Primers anys i educació
Siddig el-Tahir el-Fadil el-Siddig Abdurrahman Mohammed Ahmed Abdel Karim el-Mahdi (àrab: صدّيق الطاهر الفاضل الصدّيق عبدالرحمن محمد أحمد عبدالكريم المهدي, Ṣiddīq aṭ-Ṭāhir al-Fāḍil aṣ-Ṣiddīq ʿAbd ar-Raḥman Muḥammad Aḥmad ʿAbd al-Karīm al-Mahdī) va néixer el 21 de novembre de 1965 a Omdurman, Sudan. El seu pare, Tahir El Mahdi, era sudanès; la seva mare, Gloria (nascuda Taylor; m. 2001) era anglesa, la germana gran de l'actor Malcolm McDowell.
Els pares de Siddig es van conèixer a la dècada dels 1960 quan la seva mare va viatjar al Sudan amb una amiga, que la va presentar al pare de Siddig. El pare de Siddig era estudiant a la Universitat de Cambridge a la dècada dels 1950 i dominava l'anglès. L'oncle de Siddig, Sadiq al-Mahdi, va ser primer ministre del Sudan des del 1966 al 1967 i de nou des del 1986 al 1989. Siddig també és el rebesnet de Muhàmmad Àhmad al-Mahdí, un líder religiós nubià que va ser proclamat mahdí pels seus deixebles.
La mare de Siddig va romandre al Sudan durant tres anys i va tornar a Londres amb Siddig i el seu pare. Siddig tenia dos anys en aquell moment. Siddig inicialment parlava àrab quan era petit, però al segon any de viure a Gran Bretanya, ja n'havia oblidat gran part. Sobre el tema de la seva infància, va declarar el 2024: «Vaig tenir dificultats a l'escola i a l'adolescència perquè ser no blanc al Regne Unit durant els anys 70 era complicat i havies de negociar-ho. Vaig intentar deixar-ho de banda, la meva raça i el meu patrimoni... Hauria hagut de fer tot el possible per ser ètnic.»
La mare de Siddig treballava com a model i agent de premsa teatral. El 1978 es va casar amb el director i productor de cinema Michael Birkett, que va adoptar Siddig. Thomas Birkett (n. 1982) és el germanastre de Siddig.
Siddig va estudiar al St Lawrence College, Ramsgate. També va estudiar geografia i antropologia durant un any al University College London abans de matricular-se a la London Academy of Music and Dramatic Art (LAMDA).

## Carrera
El primer paper d'actor de Siddig va ser als 14 anys en un paper sense veu, interpretant el Rei Tut en una producció infantil de la BBC. Després de deixar LAMDA, Siddig va treballar al teatre com a actor i director. El primer paper televisiu de Siddig va ser un home palestí en una minisèrie britànica de sis parts anomenada The Big Battalions (filmada el 1989 però estrenada el 1992), i poc després, va obtenir el paper del príncep Feisal a A Dangerous Man: Lawrence After Arabia, una seqüela de telefilm de 1990 de Lawrence d'Aràbia protagonitzada per Ralph Fiennes.
El paper de Siddig a A Dangerous Man: Lawrence After Arabia va cridar l'atenció de Rick Berman, productor executiu de Star Trek: Deep Space Nine (1993). Berman va considerar inicialment Siddig per a la paper del comandant Benjamin Sisko, però al final va decidir que Siddig era massa jove per al paper i el va escollir com el Dr. Julian Bashir. Siddig va romandre amb Deep Space Nine durant les set temporades de la sèrie. També va dirigir els episodis «Business as Usual» (1997) i «Profit and Lace» (1998). El 1995, Siddig va canviar el seu nom professional de Siddig El Fadil a Alexander Siddig.
Després de completar Deep Space Nine el 1999, Siddig va començar a dirigir una pel·lícula sobre les Bruixes de la Nit soviètiques. La pel·lícula no es va completar mai. Siddig va dir a la revista Bidoun que la demanda de papers islàmics i àrabs estava augmentant tant al cinema com a la televisió després dels atacs de l'11 de setembre i que la gent va començar a contactar-lo amb projectes en els sis mesos posteriors a l'esdeveniment. Va interpretar un guia de muntanya a la pel·lícula de thriller Límit vertical (2000), protagonitzada per Chris O'Donnell, i Ajay a la pel·lícula de ciència-fantasia postapocalíptica Reign of Fire (2002) protagonitzada per Christian Bale. El 2003, Siddig va interpretar el paper d'un agent secret algerià que seguia la pista dels islamistes a l'episodi controvertit «Nest of Angels» del programa de televisió britànic Spooks (conegut com a MI-5 als EUA). Siddig va aparèixer en un cameo com a Khàlid Xeikh Mohàmmed a la pel·lícula The Hamburg Cell que es va estrenar l'any següent.
El 2005, Siddig va tornar als escenaris en directe, interpretant el paper del doctor Scott en una producció de El dret d'escollir protagonitzada per Kim Cattrall que es va representar al Comedy Theatre de Londres. Aquell mateix any, Siddig va aparèixer com a ajudant de Saladí, Imad, a la pel·lícula de Ridley Scott del 2005 El regne del cel, i com a príncep Nasir a la pel·lícula Syriana, protagonitzada per George Clooney i Matt Damon.
Siddig va interpretar el paper principal al telefilm de la BBC del 2006 Hannibal - Rome's Worst Nightmare. El 2007, va protagonitzar Un homme perdu una pel·lícula en francès que es va projectar al Festival Internacional de Cinema de Canes. Aquell mateix any, va interpretar el paper de l'exterrorista Hamri Al-Assad a la sisena temporada de 24.
El 2009, va coprotagonitzar amb Patricia Clarkson la pel·lícula guardonada Cairo Time com a Tareq Khalifa, un egipci que lluita contra l'atracció per la dona del seu amic. Dirigida per la directora canadenca Ruba Nadda, la pel·lícula va guanyar el premi a la «Millor Pel·lícula Canadenca» al Festival Internacional de Cinema de Toronto de 2009. També va interpretar Jamal a la pel·lícula de Julian Schnabel del 2010 Miral.
Siddig va interpretar Philip Burton a les temporades quatre i cinc del programa dramàtic de ciència-ficció d'ITV Primeval; ambdues temporades es van emetre el 2011. El 2012, Siddig va tornar a treballar amb la directora Nadda i va interpretar el paper protagonista d'un empresari sirio-canadenc a la pel·lícula Inescapable, que també van protagonitzar Marisa Tomei i Joshua Jackson.
El 2013, Siddig va narrar les sèries documentals sobre la natura de BBC Two Wild Arabia i va interpretar el paper de Minos a la primera temporada del programa de fantasia-aventures de la BBC Atlantis.
In 2013, Siddig narrated the  nature documentary series Wild Arabia and played the role of Minos in the first series of the BBC fantasy-adventure programme Atlantis.
Del 2013 al 2015, Siddig va interpretar Aslan Al-Rahim («el Turc») a la sèrie dramàtica de fantasia històrica de la BBC Da Vinci's Demons. El 2015 i el 2016, va aparèixer a la sèrie de HBO Game of Thrones; Siddig va interpretar el paper de Doran Martell, el príncep governant de Dorne, a la cinquena i sisena temporades de la sèrie. També va interpretar Reuben Oliver, un artista i pretendent de Polly Shelby, a la tercera temporada de la sèrie britànica Peaky Blinders. Siddig també va posar la veu a Wolf, un personatge del drama fantàstic històric Tumanbay que es va emetre a BBC Radio 4 entre desembre de 2015 i febrer de 2016.
El 2017, Siddig es va unir al repartiment de la sèrie de televisió Gotham com a líder de la Lliga d'Assassins Ra's al Ghul i també va interpretar el paper d'Aristotelis Onassis a la minisèrie dramàtica The Kennedys: After Camelot.
El 2019, va aparèixer a la sèrie de Netflix The Spy com a Ahmed Suidani, un oficial de seguretat sirià. Aquell mateix any, va aparèixer com a Issouf Al Moctar a la segona temporada de la sèrie de thriller de Fox (Regne Unit i Irlanda) Deep State, i va posar la veu a Avi Singh a Star Wars: The Bad Batch.

## Vida personal
Siddig va començar una relació amb Nana Visitor mentre treballava al rodatge de Star Trek: Deep Space Nine. El seu fill, Django El Tahir El Siddig, va néixer el 16 de setembre de 1996 i l'embaràs de Visitor va quedar inclòs a la trama de Deep Space Nine. Django és el primer fill de Siddig i el segon de Visitor. La parella es va casar el 1997 i es va divorciar el 2001.
Siddig va conèixer la seva segona esposa, Shana Collier, mentre filmava Cairo Time, del qual ella era productora assistent; la parella es va casar el 2015.
Siddig va declarar que no era ni cristià ni musulmà en una carta del 2001 al seu club de fans, però en una carta del 2004, es descrivia a si mateix com si «hagués descobert recentment (després de gairebé 40 anys) que era musulmà».
En una entrevista de l'abril de 2024, Siddig va descriure la seva sexualitat com a «no del tot heterosexual». Ha descrit les seves aficions com la cuina, la fusteria, la jardineria i els jocs d'ordinador.
Mentre filmava Deep Space Nine residia a Los Angeles; després es va traslladar a Nova York amb la seva família. A partir del 2018, resideix a Massachusetts amb la seva dona.

## Filmografia

### Cinema

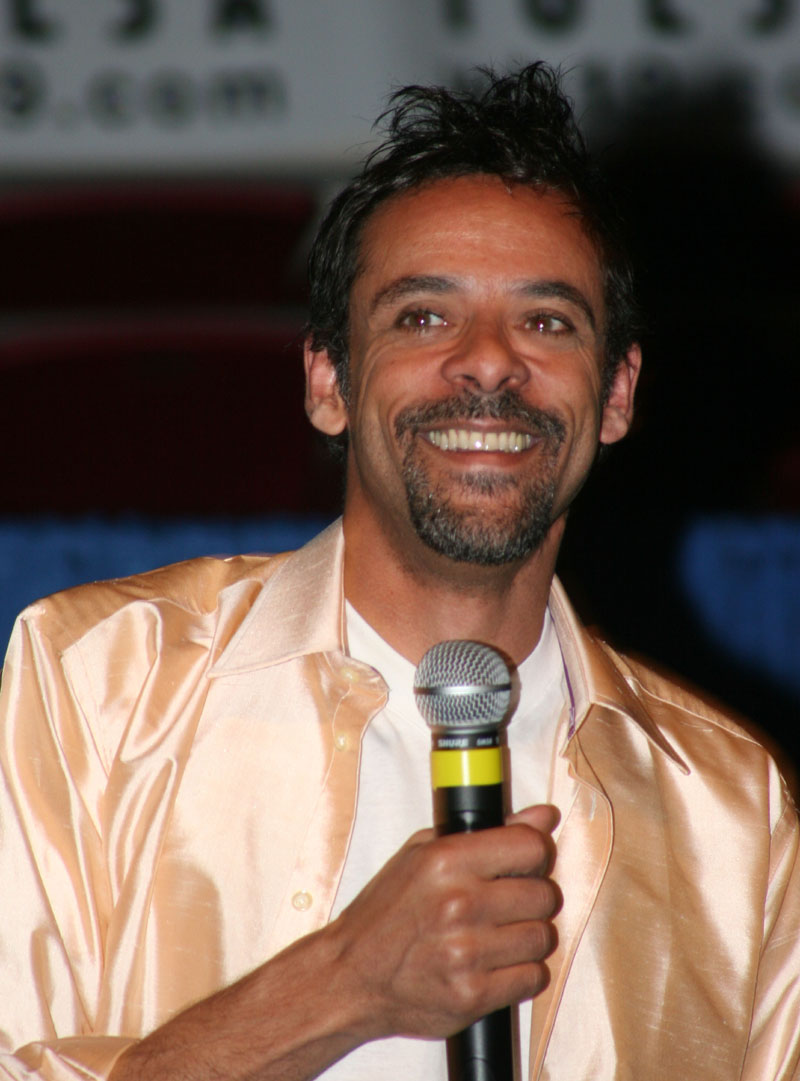
A TrekExpo a Tulsa, Oklahoma, el 2005

| Any  | Pel·lícula                             | Paper                   | Notes    |
| ---- | -------------------------------------- | ----------------------- | -------- |
| 1987 | Sammy and Rosie Get Laid               | Noi a la festa          |          |
| 1992 | A Dangerous Man: Lawrence After Arabia | Faisal I                | Telefilm |
| 2000 | Límit vertical                         | Kareem Nazir            |          |
| 2002 | Reign of Fire                          | Ajay                    |          |
| 2004 | The Hamburg Cell                       | Khalid Sheikh Mohammed  | Telefilm |
| 2005 | El regne del cel                       | Imad ad-Din al-Isfahani |          |
| 2005 | Syriana                                | Príncep Nasir Al-Subaai |          |
| 2006 | Hannibal - Rome's Worst Nightmare      | Hannibal                | Telefilm |
| 2007 | The Nativity Story                     | Angel Gabriel           |          |
| 2007 | L'última legió                         | Teodor Andrònic         |          |
| 2008 | Un homme perdu                         | Fouad Saleh             |          |
| 2008 | Doomsday                               | Hatcher                 |          |
| 2008 | Espion(s)                              | Malik                   |          |
| 2009 | Cairo Time                             | Tareq Khalifa           |          |
| 2010 | Miral                                  | Jamal                   |          |
| 2010 | 4.3.2.1.                               | Robert                  |          |
| 2010 | Lluita de titans                       | Hermes                  |          |
| 2012 | Inescapable                            | Adib Abdel-Kareem       |          |
| 2013 | The Fifth Estate                       | Dr. Tarek Haliseh       |          |
| 2013 | May in the Summer                      | Ziad                    |          |
| 2017 | Submergence                            | Dr. Shadid              |          |
| 2019 | 21 Bridges                             | Adi                     |          |
| 2020 | Skylines                               | General Radford         |          |
| 2023 | El ventre del mal                      | Cardenal Russo          |          |

### Televisió
| Any          | Producció                      | Paper                          | Notes                                     |
| ------------ | ------------------------------ | ------------------------------ | ----------------------------------------- |
| 1992         | Big Battalions                 | Yousef                         | Minisèrie, 4 episodis                     |
| 1993–1999    | Star Trek: Deep Space Nine     | Dr. Julian Bashir              | Acreditat com Siddig El Fadil (1993–1995) |
| 1993         | Star Trek: The Next Generation | Dr. Julian Bashir              | Episodi: «Drets de naixement»             |
| 2003         | Spooks                         | Ibhn Khaldun                   | Episodi: «Nest of Angels»                 |
| 2005         | Agatha Christie's Poirot       | Mr. Shaitana                   | Episodi: «Cards on the Table»             |
| 2006         | Family Guy                     | Silly Nannies Player (veu)     | Episodi: «Patriot Games»                  |
| 2007         | 24                             | Hamri Al-Assad                 | 7 episodis                                |
| 2008         | Merlin                         | Kanen                          | Episodi: «The Moment of Truth»            |
| 2009         | Waking the Dead                | Dr Mohammed                    | 2 episodis (Endgame)                      |
| 2010         | Strike Back                    | Zahir Sharq                    | 2 episodis                                |
| 2011         | Primeval                       | Philip Burton                  | Episodi 24–36 (series 4–5)                |
| 2012         | True Love                      | Ismail                         | Episodi: «Sandra»                         |
| 2013–2014    | Da Vinci's Demons              | Al-Rahim                       | 13 episodis                               |
| 2013         | Wild Arabia                    | Narrador                       | Documental                                |
| 2013         | Atlantis                       | Minos                          | 8 episodis                                |
| 2015–2016    | Game of Thrones                | Doran Martell                  | 5 episodis (temporades 5–6)               |
| 2015         | Tut                            | Amun                           | Minisèrie                                 |
| 2015         | Bar Rescue                     | Ell mateix                     | Episodi: «Brokedown Palace»               |
| 2016         | Peaky Blinders                 | Ruben Oliver                   | 6 episodis                                |
| 2017         | The Kennedys: After Camelot    | Aristotelis Onassis            |                                           |
| 2017–2018    | Gotham                         | Ra's al Ghul                   | 12 episodis (temporades 3–4)              |
| 2019         | The Spy                        | Ahmed Suidani                  | Minisèrie                                 |
| 2019         | Deep State                     | Issouf Al Moctar               | Temporada 2                               |
| 2021         | Star Wars: The Bad Batch       | Senador Avi Singh              | Episodi: «Common Ground»                  |
| 2021         | Foundation                     | Advocat Xylas                  | Episodi: «The Emperor's Peace» (S01E01)   |
| 2022         | Shantaram                      | Khader Khan                    | Paper principal                           |
| 2024         | Star Trek: Lower Decks         | Julian Bashir hologràfic (veu) | Episodi: «Fissure Quest»                  |
| 2024–present | Fallen                         | Howson                         | Paper principal                           |